# 승화 (북량)
승화(承和) 또는 영화(永和)는 중국 북량(北凉) 저거목건(沮渠牧犍)의 연호이자 북량의 마지막 연호이다. 433년 4월에서 439년 9월까지 6년 6개월 동안 사용하였다. 439년 9월, 북위에게 북량이 멸망당하면서 폐지되었다.
같은 시기에 사용된 다른 연호로는 북연(北燕)에서 사용한 태흥(太興 : 431년 ~ 436년), 송(宋)에서 사용한 원가(元嘉 : 424년 ~ 453년), 북위(北魏)에서 사용한 연화(延和 : 432년 ~ 435년), 태연(太延 : 435년 ~ 440년)이 있다.

## 연대대조표
| 영화                | 원년            | 2년        | 3년                 | 4년        | 5년        | 6년        | 7년        |
| 서력                | 433년           | 434년      | 435년               | 436년      | 437년      | 438년      | 439년      |
| 육십간지 (六十干支) | 계유(癸酉)      | 갑술(甲戌) | 을해(乙亥)          | 병자(丙子) | 정축(丁丑) | 무인(戊寅) | 기묘(己卯) |
| 북연 (北燕)         | 태흥(太興) 3년  | 4년        | 5년                 | 6년        | -          | -          | -          |
| 송 (宋)             | 원가(元嘉) 10년 | 11년       | 12년                | 13년       | 14년       | 15년       | 16년       |
| 북위 (北魏)         | 연화(延和) 2년  | 3년        | 4년 태연(太延) 원년 | 2년        | 3년        | 4년        | 5년        |

## 같이 보기
- 다른 왕조의 같은 연호
  - 후한(後漢) 영화(136년 ~ 141년)
  - 동진(東晉) 영화(345년 ~ 356년)
  - 후진(後秦) 영화(416년 ~ 417년)
  - 민(閩) 영화(935년)

- 중국의 연호

| 이전 연호 의화(義和) | 중국의 연호 북량(北凉) | 다음 연호 - |